# Colias leechi
Colias leechi är en fjärilsart som beskrevs av Grum-grshimailo 1893. Colias leechi ingår i släktet Colias och familjen vitfjärilar. Inga underarter finns listade i Catalogue of Life.